# Lily Was Here
"Lily Was Here" este un single compus de David A. Stewart în noiembrie 1989 pentru a fi coloană sonoră în filmul olandez De Kassière (Casierul) .

Tema filmului are centru personajul principal Lily, interpretat de către fiica primarului orașului Amsterdam de atunci, Marion van Thijn.
La inițiativa lui David A. Stewart, Candy Dulfer a interpretat acest cântec care avea să se bucure de un enorm succes în Olanda. Acest fapt i-a determinat  pe cei doi să lanseze un album cu același titlu în Regatul Unit, Statele Unite ale Americii și în întreaga Europă. Mai târziu în 1991 Candy Dulfer lansează  primul album solo - Saxuality.
"Lily Was Here" a mai fost coloană sonoră pentru filmul Mystery Date și pentru filmul Baywatch  în episodul 11 din sezonul al II-lea.

## Echipa
- Candy Dulfer, saxofon
- David A. Stewart, chitară
- Virginia Astley, voce & clape
- Pat Seymour, clape
- Chuco Merchan, chitară bas
- Olle Romo, tobe
- Annie Lennox, voce

## Albumul "Lily Was Here"
Albumul "Lily Was Here" conține 16 piese în mare parte acesta fiind un album instrumental, doar două fiind cu voce - Second Chance și Here Comes the Rain Again. Prima piesă a albumului este Lily Was Here care de altfel este și ultima însă sub formă de Reprise. 
1. Lily Was Here
2. Pink Building
3. Lily Robs the Bank
4. Toyshop Robbery
5. Toys on the Sidewalk
6. Good Hotel
7. Second Chance [Virginia Astley]
8. Here Comes the Rain Again [Annie Lennox]
9. Alone in the City
10. Toyshop
11. Coffin
12. Teletype
13. Inside the Pink Building
14. Percussion Jam
15. Peaches
16. Lily Was Here [Reprise]

## Referinte
Album "Lily Was Here" Arhivat în 8 aprilie 2012, la Wayback Machine.